# Boryslav Bereza
Pour les articles homonymes, voir Bereza.
Boryslav Youkhymovytch Bereza (en ukrainien : Борислав Юхимович Береза, né le 13 juin 1974 à Kiev en RSS d'Ukraine, alors en Union soviétique) est un homme politique, éditeur, animateur de télévision et de radio ukrainien. Il est élu député entre 2014 et 2019.
Boryslav Bereza est connu notamment pour avoir été, de fin février à fin décembre 2014, un des porte-paroles notoires du parti d'extrême droite Secteur droit, sans en être officiellement membre,.

## Biographie
Bien qu'il prétend être diplômé de l'Université nationale de commerce et d'économie de Kiev, cette dernière affirme que ce n'est pas le cas.
De confession juive, il déménage en Israël en 1991, après l'écroulement de l'Union soviétique, où il vécut jusqu'en 1993. Il s'identifie lui-même comme un juif et un cohen mais pas comme un Ukrainien de souche.
À son retour en Ukraine, Bereza était un marchand de livres et éditeur en langue russe. Il a aussi créé sa propre petite société littéraire. En parallèle, il a travaillé comme animateur de télévision pour la première chaîne de télévision publique ukrainienne, Pershyi Natsionalnyi ainsi que comme animateur de radio à Prosto Radio.
Le 2 mars 2009, à Troieshchyna , alors qu'il conduisait un véhicule, Bereza a heurté deux piétons, mais a échappé à sa responsabilité en changeant son nom de famille de « Blacher-Bereza » en « Bereza », malgré le fait que la législation ukrainienne ne permet pas de modifier les données des personnes faisant l'objet d'une enquête.
Il a participé à quelques événements de l'Euromaidan.
Lors des élections municipales de Kiev de 2020, Bereza présente sa candidature pour devenir maire avec son parti récemment crée, l'EcoParti. Cependant, c'est le maire sortant Vitali Klitschko qui est réélu dès le premier tour de cette élection avec 50,52 % des voix, Bereza termine à la 10e place avec 7 448 voix. L'EcoParti ne remporte d'ailleurs aucun siège au conseil municipal de Kiev, terminant à la 17e place de l'ensemble des élections locales de 2020.

## Vie privée
Il est marié et père de trois enfants.